# Quallenschutzanzug
Ein Quallenschutzanzug (auf Englisch dive skin oder stinger suit) ist ein meist einteiliger Badeanzug mit langen Ärmeln und Beinen, bisweilen auch mit angesetzten Füßlingen und Kapuze. Hergestellt wird er aus formstabilen, elastischen Geweben, meist aus dem für Badebekleidung üblichen Lycra-Mischgewebe.
Entwickelt wurde er als Schutzkleidung für Wassersportler (Schwimmer, Schnorchler, Surfer  und Taucher) in den tropischen Küstengewässern Australiens: Dort treten in den Sommermonaten häufig gefährliche Quallenarten (zum Beispiel Chironex fleckeri (Seewespe) oder Irukandji-Quallen wie Carukia barnesi) auf. Da schon der Kontakt mit einem einzigen Exemplar besagter Quallenarten wegen deren Nesselgift tödlich enden kann, ist ein zuverlässiger Schutz erforderlich.
Der Anzug schützt auch vor der aggressiven UV-Strahlung und beugt so Sonnenbrand und Hautkrebs vor und kann auch als Unterzieher für Nasstauchanzüge verwendet werden.
Inzwischen stellen verschiedene Unternehmen solche Anzüge her. An australischen Badestränden können sie auch ausgeliehen werden.